# Милош Савић
Милош Савић (Шабац, 19. јуна 1997) српски је фудбалски голман који тренутно наступа за Мачву из Шапца.

## Трофеји и награде
Мачва Шабац
- Српска лига Запад: 2015/16.[6]

- Прва лига Србије: 2016/17.[7]